# Благой Зилямов
Благой Димитров Зилямов е български щангист и треньор по вдигане на тежести.

## Биография

### Образование и спортна кариера
Роден е на 28 октомври 1952 г. в село Забърдо, Смолянско. През 1967 г. започва своята кариера като състезател по вдигане на тежести в Садово, а впоследствие в „Марица“ (Пловдив). Заради постиженията му е приет без конкурсен изпит във Висшия институт за физическа култура (днес Национална спортна академия), София, където завършва с отличие през 1977 г. специалностите „Треньор по вдигане на тежести“ и „Учител по физическо възпитание“. В София се състезава за „Славия“ и „Академик“.

### Треньорска кариера
Кариерата му като треньор започва през 1978 г. в Габрово, в залата по вдигане на тежести на спортен комплекс „Христо Ботев“. Там той прекарва 35 години в непрестанни тренировки, подготовка и мотивация на състезателите си. Резултатите от неуморната работа и всеотдайност не закъсняват.
Безспорно най-успелият негов състезател – Михаил Петров, когото поема като юноша младша възраст и изкачва до световния връх, завоюва 2 вицешампионски европейски титли – от Катовице, Полша през 1984 година и от Карлмарксщат, Германия през 1986 година, както и първо място през 1987 година на първенството в Реймс, Франция. Петров стъпва и в 3 поредни години (1985, 1986, 1987) на най-високото стъпало на световни първенства. След като подобрява редица рекорди, габровецът е определен за най-добрия щангист на планетата за 1987 година.
Други талантливи състезатели на габровския клуб „Михаил Петров“, с които Зилямов работи впоследствие, са Гергана Кирилова, Иван Георгиев, Янко Янков и Марин Иванов.